# Línea R17
La línea R17 de Rodalies de Catalunya es una línea de ferrocarril en Cataluña que realiza servicios regionales exprés entre Barcelona-Estación de Francia y Salou-Port Aventura por Tarragona. Operada por Renfe Operadora, circula a través de vías de ancho ibérico propiedad de Adif.
Durante todo el año, hay un tren a la semana que llega hasta Barcelona sin necesidad de transbordo en Tarragona, con salida de Salou-PortAventura los domingos a las 18:15 horas.
Durante los días en que el parque temático está abierto, hay un tren diario desde Barcelona que llega a Salou-PortAventura a las 9:45 y vuelve a Barcelona a las 9:57
En verano, de mediados de junio a mediados de septiembre, se añade un segundo tren diario desde/hasta Barcelona, con llegada a PortAventura a las 10:54 y retorno a las 11:45
Los domingos que el parque está abierto, hay dos trenes más hacia Barcelona, los domingos, con salida de PortAventura a las 19:28 y 21:10 h.